# L'ultimo mercenario
L'ultimo mercenario (Le Dernier Mercenaire) è un film del 2021 diretto da David Charhon con Jean-Claude Van Damme.

## Trama
Un ex agente dei servizi segreti Richard Brumère è costretto a tornare in Francia quando viene a sapere che suo figlio è stato accusato ingiustamente dal governo come trafficante di armi e di droga, in seguito ad un errore commesso da un burocrate per omonimia. Ma dietro a tutto questo si nasconde un'operazione criminale.

## Promozione
Il primo trailer del film è stato diffuso l'8 giugno 2021 su Netflix.

## Distribuzione
Il film è disponibile in streaming su Netflix dal 30 luglio 2021.

## Accoglienza

### Critica
La pellicola è stata accolta con recensioni miste da parte della critica. Rotten Tomatoes ha dato un punteggio del 50%, di cui 16 recensioni sono positive, con una valutazione media di 5,30 su 10.
Su Metacritic il film ha un punteggio di 48 su 100.